# Adrafängelset
Adrafängelset (arabiska: سجن عدرا) är ett fängelse i Syrien, i Damaskus nordöstra utkant. Politiska fångar hålls i fängelset, tillsammans med en blandning av civila fångar som trafikbrottslingar, mördare och knarkhandlare. År 2014 höll fängelset mer än 7 000 fångar, ett dussin av dem kvinnor, i ett utrymme utformat för 2 500. Washington Post hänvisade till fängelset som "ökänt".

## Historia
Ghassan Najjar, en ingenjör som fängslades 1980, ska ha inlett hungerstrejker för att protestera mot förhållandena i fängelset. Hans medfångar sade att han misshandlades mycket illa av fångvaktare som försökte tvinga honom att äta. Han fick ryggradsskador av misshandeln.
Mas'ud Hamid, en kurdisk journaliststudent, hölls i isolering i fängelset i ett år från 2003 till 2004 innan han tilläts få månatliga besök, och Human Rights Watch sade att förhörsledare enligt uppgift torterade honom och piskade honom mot fotsulorna. Hans rum var 2 gånger 0,85 meter, till stor del fyllt av en toalett.
I december 2004 genomförde kurder i fängelset en hungerstrejk, som påstås ha stoppats av tortyr.
I mars 2011 inledde 13 fångar i fängelset, inklusive den 80-årige före detta domaren Haitham al-Maleh och advokaten Anwar al-Bunni, en hungerstrejk för att protestera mot regeringens förtryck och hållandet av politiska fångar.
Den 1 juli 2013 inledde kvinnliga fångar i fängelset en hungerstrejk som svar på försumlighet vid det allmänna åtalet vid Counterterrorism Court och icke godkända rättegångar.
I december 2014 var fängelset långt över sin kapacitet på 2 500 personer med över 7 000 fångar av alla typer av anklagade , från mördare till trafiköverträdare.
I augusti och september 2015 besköt och stormade Jaysh al-Islam fängelset och tog kontroll över två byggnader.

## Tidigare fångar
- Bassel Khartabil